# گورستان گردنه شاه بداغ پایین
قبرستان گردنه شاه بداغ پایین مربوط به دوره اشکانیان است و در شهرستان چرداول، بخش هلیلان، دهستان کهره، ۵۰۰ متری جنوب روستای ظاهروند واقع شده و این اثر در تاریخ ۲۷ آبان ۱۳۸۶ با شمارهٔ ثبت ۲۰۲۲۲ به‌عنوان یکی از آثار ملی ایران به ثبت رسیده است.